# Herrarnas C-2 500 meter i kanotsport vid olympiska sommarspelen 1996
Herrarnas C-2 500 meter vid olympiska sommarspelen 1996 hölls på Lake Lanier i USA. 

## Medaljörer
| Gren           | Guld                                 | Silver                                       | Brons                                    |
| C-2, 500 meter | Ungern György Kolonics Csaba Horváth | Moldavien Victor Reneischi Nicolae Juravschi | Rumänien Grigore Obreja Gheorghe Andriev |

## Resultat

### Heat
| Heat 1 |                                                     |          |    |
| 1.     | György Kolonics och Csaba Horváth (HUN)             | 1:43.907 | QS |
| 2.     | José Alfredo Bea och Oleg Shelestenko (ESP)         | 1:45.635 | QS |
| 3.     | Andrej Kabanov och Pavel Konovalov (RUS)            | 1:46.307 | QS |
| 4.     | Dražen Funtak och Ivan Šabjan (CRO)                 | 1:47.235 | QR |
| 5.     | Attila Buday och Tamas Buday, Jr. (CAN)             | 1:47.551 | QR |
| 6.     | Dzmitryj Daŭhaljonak och Aljaksandr Masiajkoŭ (BLR) | 1:47.923 | QR |
| 7.     | Pavel Bednář och Petr Fuksa (CZE)                   | 1:47.955 | QR |
| Heat 2 |                                                     |          |    |
| 1.     | Victor Reneischi och Nicolae Juravschi (MDA)        | 1:44.477 | QS |
| 2.     | Andreas Dittmer och Gunnar Kirchbach (GER)          | 1:45.145 | QS |
| 3.     | Martin Marinov och Blagovest Stojanov (BUL)         | 1:45.545 | QS |
| 4.     | Csaba Orosz och Peter Páleš (SVK)                   | 1:45.893 | QR |
| 5.     | Park Chang-Gyu och Jeon Gwang-Rak (KOR)             | 1:47.453 | QR |
| 6.     | Paweł Baraszkiewicz och Marcin Kobierski (POL)      | 1:48.357 | QR |
| 7.     | Vladimir Sjajslamov och Sergej Sjajslamov (UZB)     | 1:51.929 | QR |
| Heat 3 |                                                     |          |    |
| 1.     | Gheorghe Andriev och Grigore Obreja (ROU)           | 1:43.548 | QS |
| 2.     | Oleksandr Lytvynenko och Oleksij Ihrajev (UKR)      | 1:46.652 | QS |
| 3.     | Domenico Cannone och Antonio Marmorino (ITA)        | 1:46.996 | QS |
| 4.     | Andrew Train och Stephen Train (GBR)                | 1:47.892 | QR |
| 5.     | Sergej Sergejev och Qajsar Nurmaghambetov (KAZ)     | 1:49.252 | QR |

### Återkval
| Återkval 1 |                                                     |          |    |
| 1.         | Attila Buday och Tamas Buday, Jr. (CAN)             | 1:49.820 | QS |
| 2.         | Andrew Train och Stephen Train (GBR)                | 1:50.476 | QS |
| 3.         | Pavel Bednář och Petr Fuksa (CZE)                   | 1:50.480 | QS |
| 4.         | Park Chang-Gyu och Jeon Gwang-Rak (KOR)             | 1:50.776 | QS |
| 5.         | Vladimir Sjajslamov och Sergej Sjajslamov (UZB)     | 1:52.768 |    |
| Återkval 2 |                                                     |          |    |
| 1.         | Dzmitryj Daŭhaljonak och Aljaksandr Masiajkoŭ (BLR) | 1:47.837 | QS |
| 2.         | Csaba Orosz och Peter Páleš (SVK)                   | 1:47.965 | QS |
| 3.         | Paweł Baraszkiewicz och Marcin Kobierski (POL)      | 1:48.093 | QS |
| 4.         | Dražen Funtak och Ivan Šabjan (CRO)                 | 1:50.473 | QS |
| 5.         | Sergej Sergejev och Qajsar Nurmaghambetov (KAZ)     | 1:51.533 | QS |

### Semifinaler
| Semifinal 1 |                                                     |          |    |
| 1.          | Gheorghe Andriev och Grigore Obreja (ROU)           | 1:41.653 | QF |
| 2.          | Victor Reneischi och Nicolae Juravschi (MDA)        | 1:42.029 | QF |
| 3.          | José Alfredo Bea och Oleg Shelestenko (ESP)         | 1:42.397 | QF |
| 4.          | Andrej Kabanov och Pavel Konovalov (RUS)            | 1:43.141 | QF |
| 5.          | Csaba Orosz och Peter Páleš (SVK)                   | 1:43.757 | QF |
| 6.          | Attila Buday och Tamas Buday, Jr. (CAN)             | 1:44.213 |    |
| 7.          | Park Chang-Gyu och Jeon Gwang-Rak (KOR)             | 1:44.453 |    |
| 8.          | Paweł Baraszkiewicz och Marcin Kobierski (POL)      | 1:44.793 |    |
| 9.          | Domenico Cannone och Antonio Marmorino (ITA)        | 1:47.557 |    |
| Semifinal 2 |                                                     |          |    |
| 1.          | György Kolonics och Csaba Horváth (HUN)             | 1:42.186 | QF |
| 2.          | Andreas Dittmer och Gunnar Kirchbach (GER)          | 1:43.650 | QF |
| 3.          | Dzmitryj Daŭhaljonak och Aljaksandr Masiajkoŭ (BLR) | 1:43.938 | QF |
| 4.          | Martin Marinov och Blagovest Stojanov (BUL)         | 1:44.130 | QF |
| 5.          | Dražen Funtak och Ivan Šabjan (CRO)                 | 1:44.770 |    |
| 6.          | Pavel Bednář och Petr Fuksa (CZE)                   | 1:44.902 |    |
| 7.          | Andrew Train och Stephen Train (GBR)                | 1:45.638 |    |
| 8.          | Sergej Sergejev och Qajsar Nurmaghambetov (KAZ)     | 1:45.998 |    |
| 9.          | Oleksandr Lytvynenko och Oleksij Ihrajev (UKR)      | 1:51.010 |    |

### Final
| Gold   | György Kolonics och Csaba Horváth (HUN)             | 1:40.420 |
| Silver | Victor Reneischi och Nicolae Juravschi (MDA)        | 1:40.456 |
| Bronze | Gheorghe Andriev och Grigore Obreja (ROU)           | 1:41.336 |
| 4.     | Andreas Dittmer och Gunnar Kirchbach (GER)          | 1:41.760 |
| 5.     | Martin Marinov och Blagovest Stojanov (BUL)         | 1:42.208 |
| 6.     | Andrej Kabanov och Pavel Konovalov (RUS)            | 1:42.496 |
| 7.     | José Alfredo Bea och Oleg Shelestenko (ESP)         | 1:43.572 |
| 8.     | Csaba Orosz och Peter Páleš (SVK)                   | 1:44.116 |
| 9.     | Dzmitryj Daŭhaljonak och Aljaksandr Masiajkoŭ (BLR) | 1:46.840 |